# Rathaus Bernburg

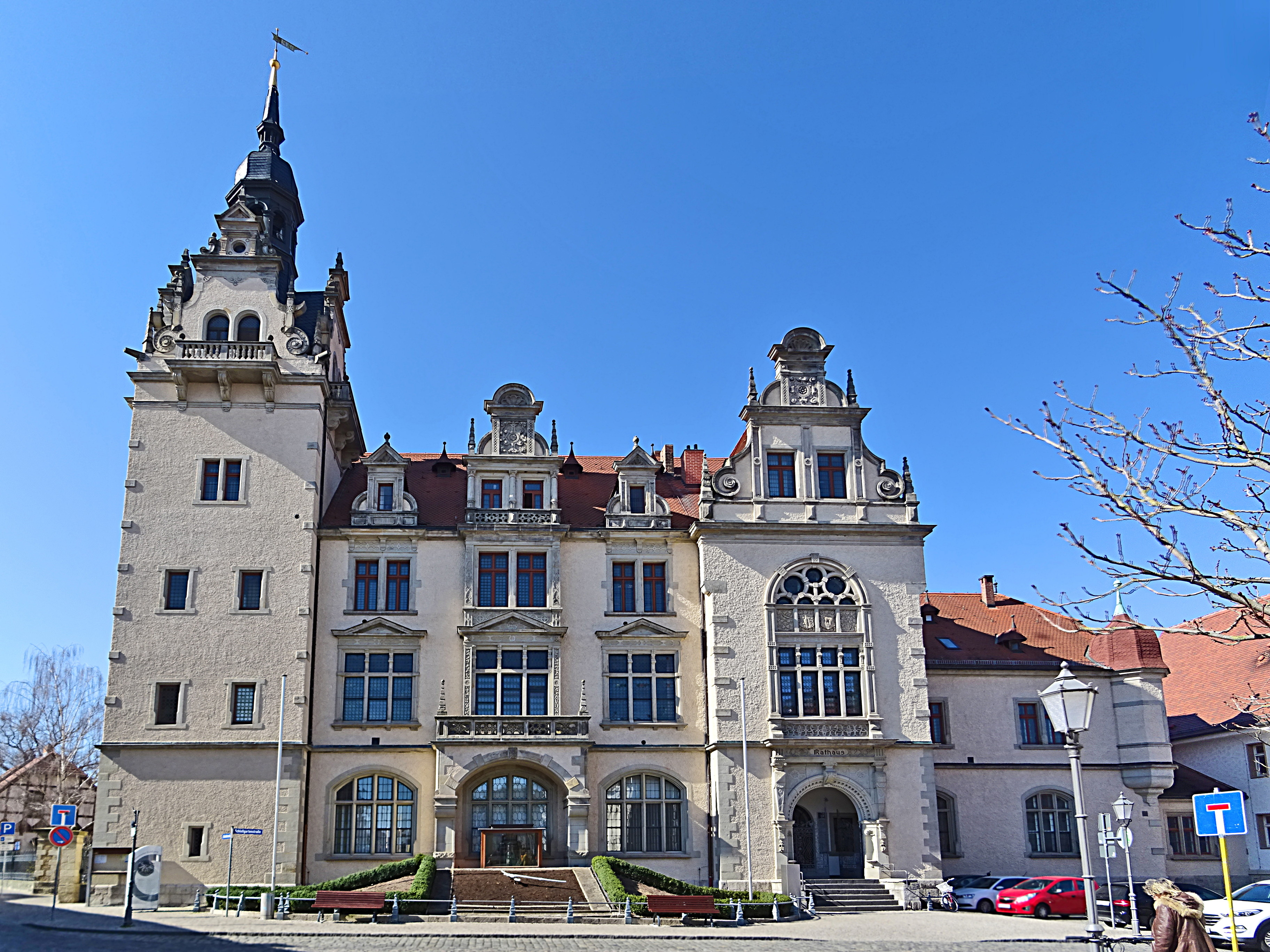
Rathaus Bernburg

Das Rathaus Bernburg ist das Rathaus der Stadt Bernburg (Saale) in Sachsen-Anhalt

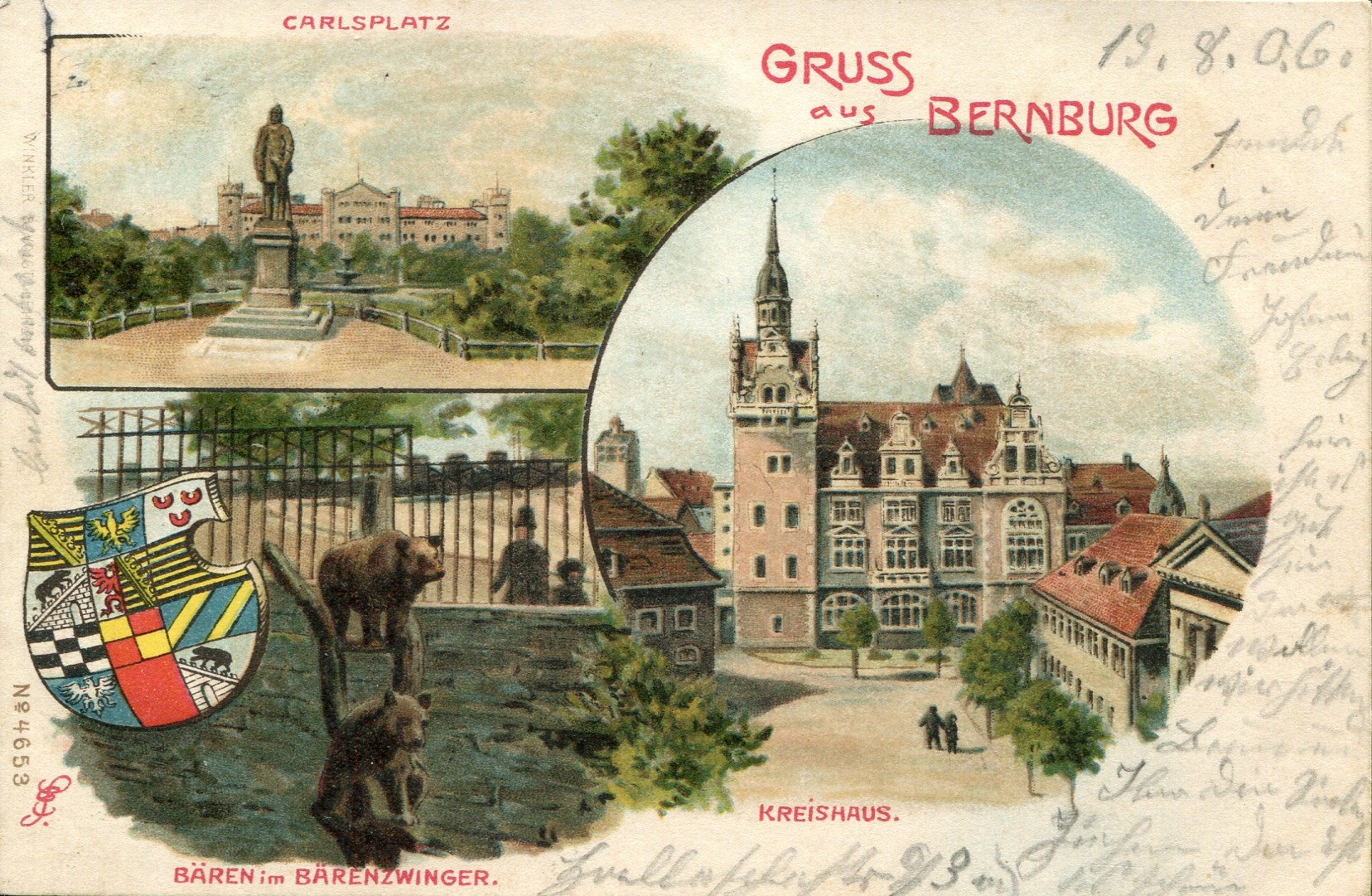
GRUSS aus BERNBURG, CARLSPLATZ, BÄREN im BÄRENZWINGER, KREISHAUS, Postkarte von 1906 von Erwin Spindler.

Das unweit des Schlosses Bernburg in der Schloßgartenstraße 16 gelegene Gebäude entstand 1895 im Stil der Neorenaissance als Verwaltungsgebäude der Sparkasse. Die Fassade des Gebäudes ist reich verziert. Ein hoher von einer Laterne bekrönter Turm macht das Haus zu einem sehr markanten Gebäude. Das Turmportal ist deutlich älter als das Gebäude selbst. Das zur Schloßstraße hin gelegene Portal mit Sitznischen stammt bereits aus der Zeit um 1600 und befand sich ursprünglich in Güsten. 
Nach einem Brand des Johann-Georgen-Baus im Schloss zog dann die Kreisverwaltung ein, die das heutige Rathaus bis 1921 nutzte. 1938 entstand vor dem Gebäude die Bernburger Blumenuhr.
Bemerkenswertes Detail der Innenausstattung ist eine von Johann Ignaz Fuchs geschaffene Geographisch-Astronomische Kunstuhr in der ersten Etage.

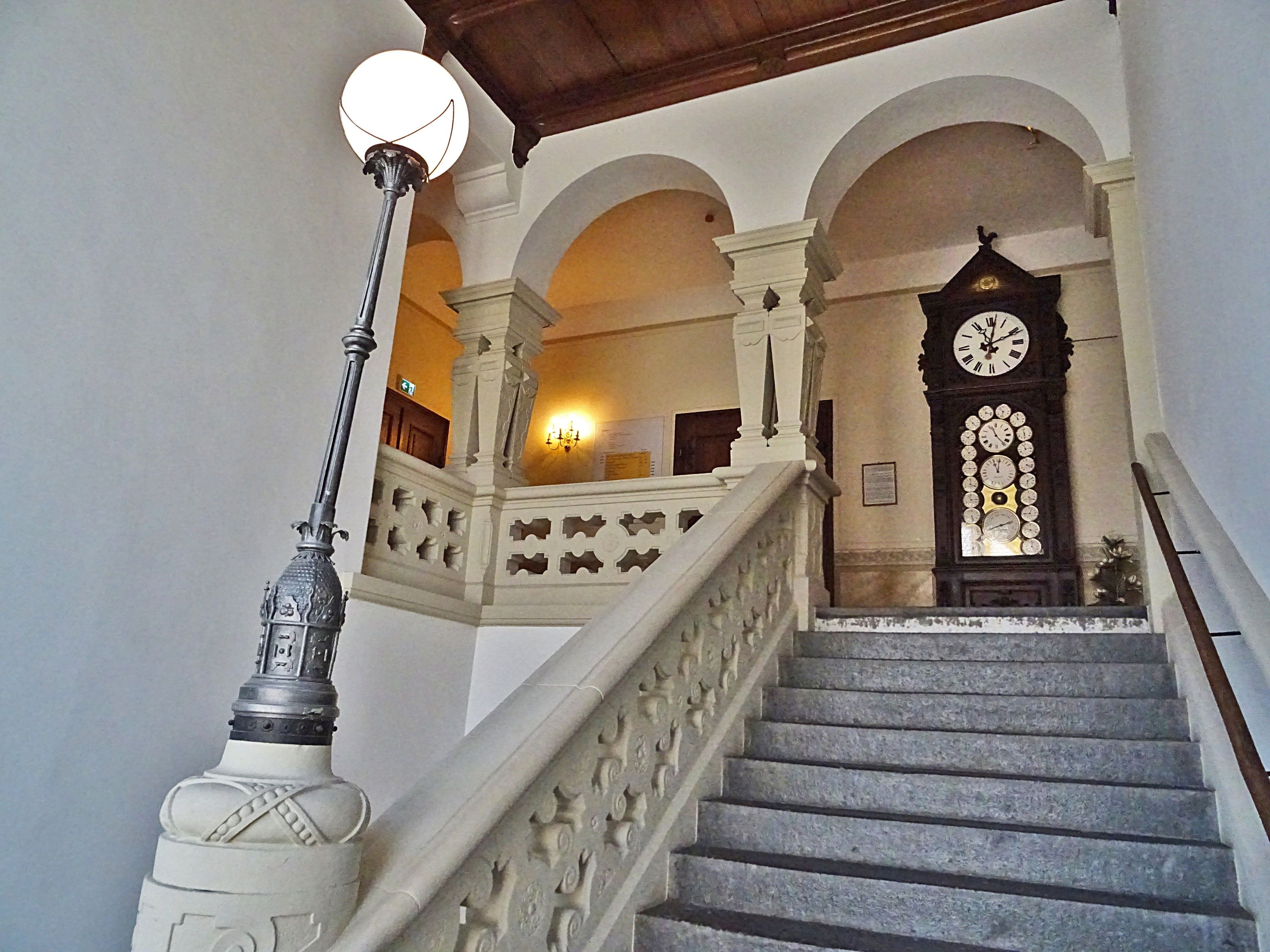
Treppenhaus
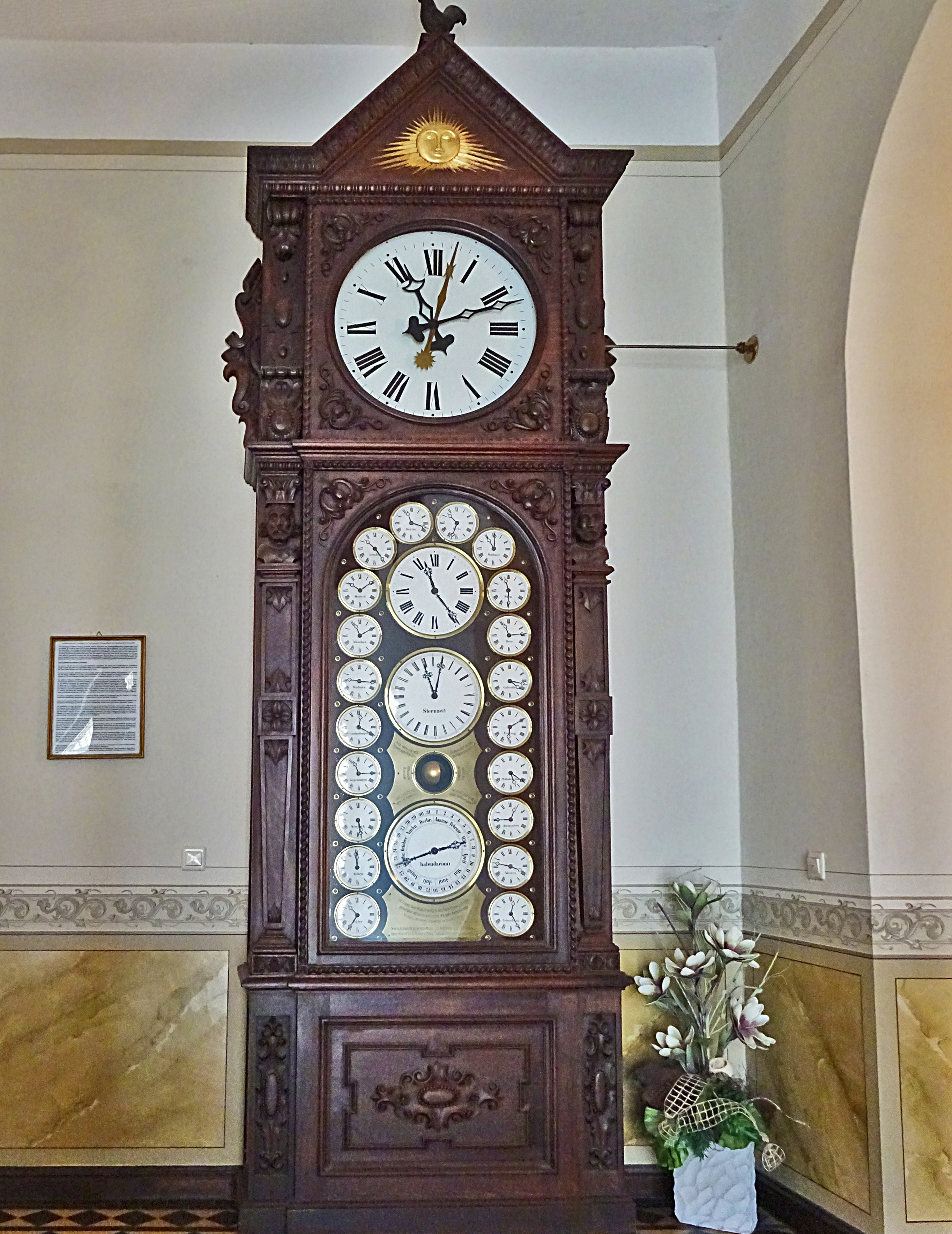
Kunstuhr
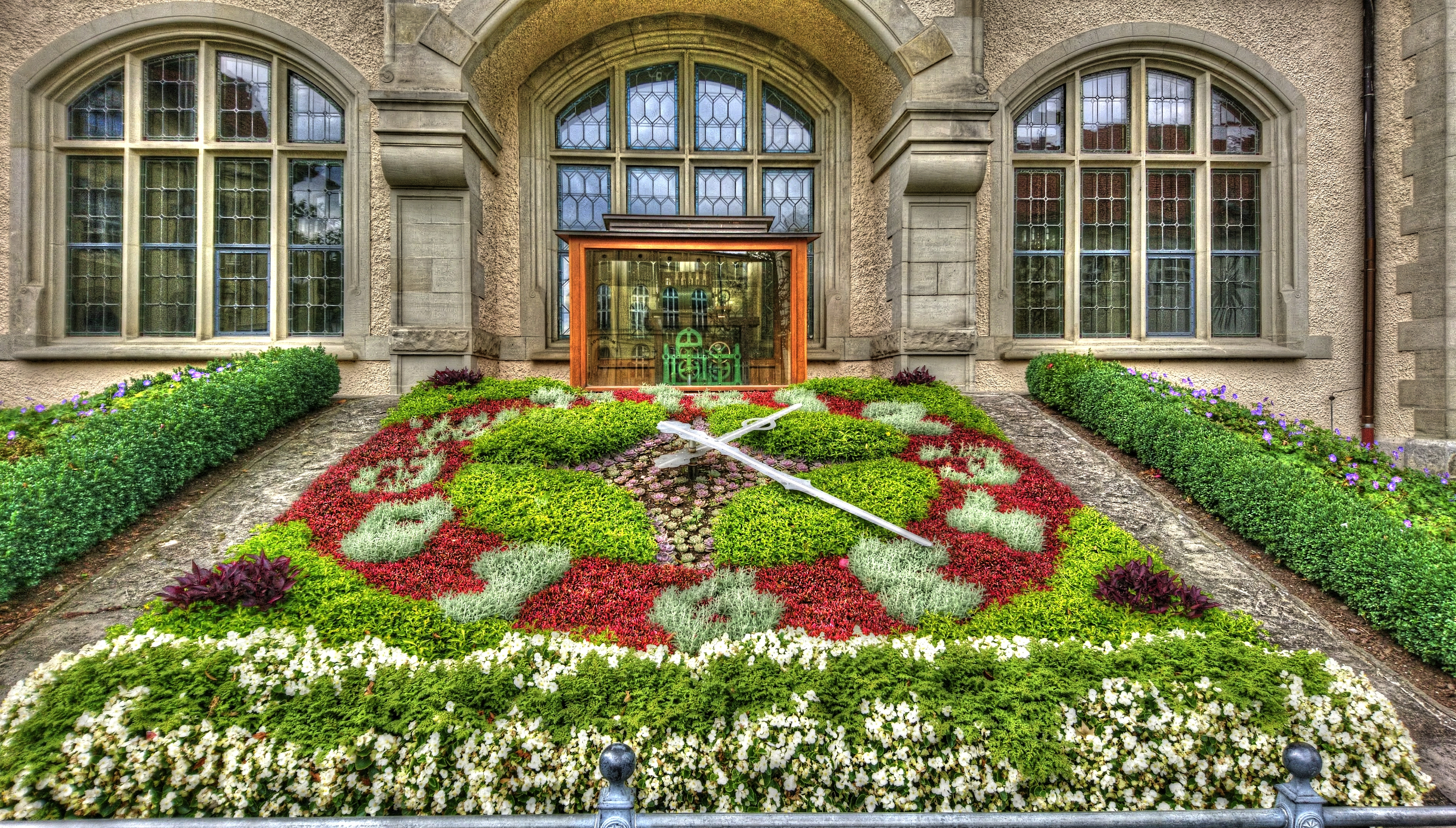
Blumenuhr
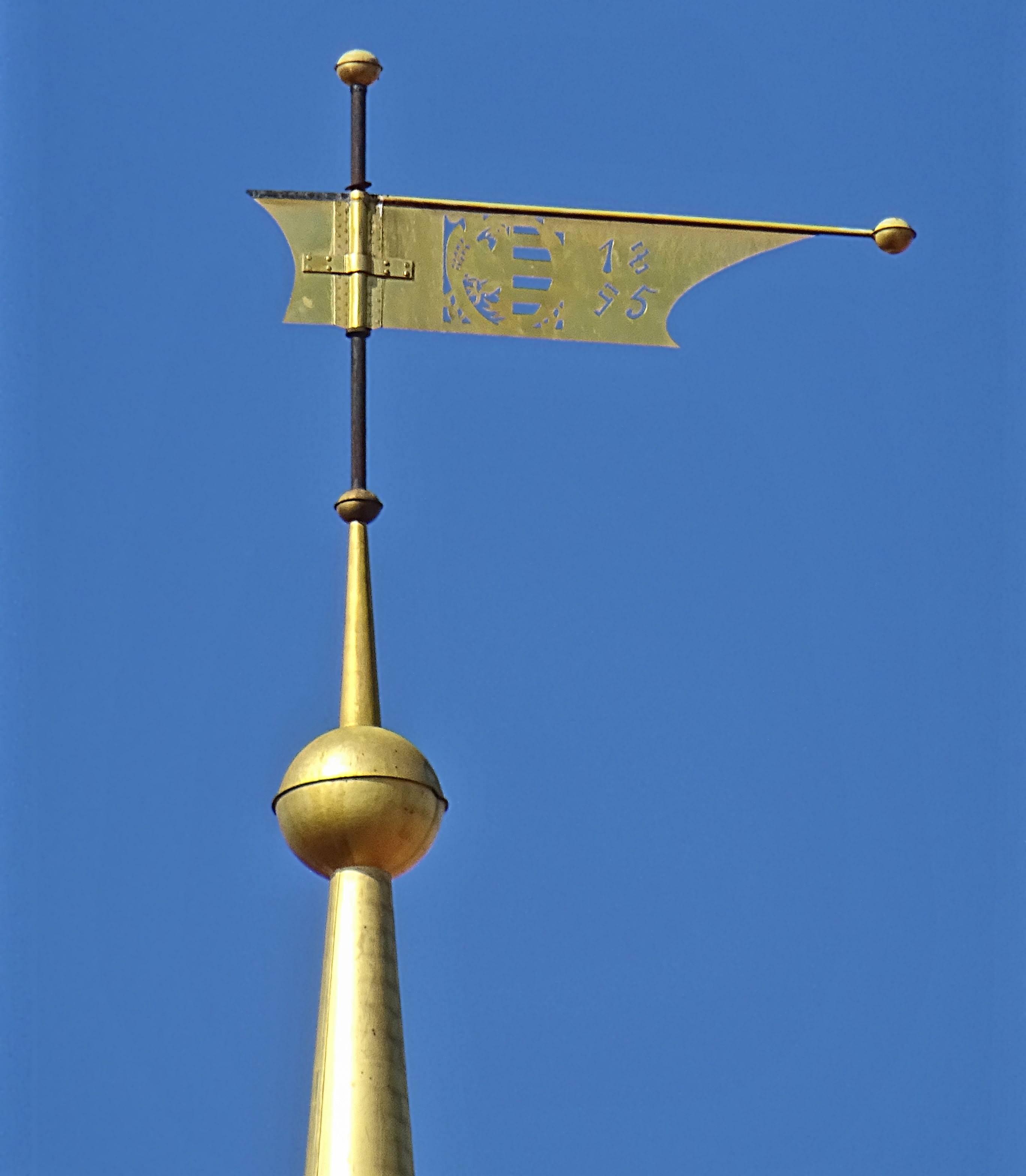
Wetterfahne